# 涂克
涂克（1916年—2012年9月19日），笔名绿笛，男，广东梅县人，生于广西融安，中国油画家、作曲家，曾任中国美术家协会理事。